# Fratelli Marocchi
Fratelli Marocchi war ein italienischer Hersteller von Automobilen.

## Unternehmensgeschichte
Das Unternehmen aus Mailand begann 1900 mit der Produktion von Automobilen. Der Markenname lautete Marocchi. 1901 endete die Produktion.

## Fahrzeuge
Das einzige Modell war ein Dreirad, bei dem sich das einzelne Rad vorne befand. Für den Antrieb sorgten zwei Einzylindermotoren mit jeweils 1,5 PS, die beidseits des Vorderrades angeordnet waren und das Vorderrad antrieben. Gelenkt wurde der Zweisitzer mit einer Griffstange.